# Вильер, Мари-Дениз
Мари-Дениз Вильер (фр. Marie-Denise Villers; 1774, Париж — 19 августа 1821, там же) — французская художница. Известна своими портретами в стиле классицизма.
Мари-Дениз Лемуан родилась в 1774 году в Париже в семье Шарля Лемуана и Мари-Анн Руссель. Её сестры Мари Виктуар (1754—1820) и Мари-Элизабет Лемуан также были художницами-портретистками. Семья жила на сегодняшней улице Мольера (фр. rue Molière) вблизи Пале Рояля. Родственницей Мари-Дениз Вильер также является художница Жанна-Элизабет Шоде (1767—1832), бывшая её двоюродной сестрой. В 1794 году Мари-Дениз Лемуан вышла замуж за студента архитектуры Мишеля Жана Максимильена Вильера.
О юности Мари-Дениз Вильер известно немного, по всей видимости она заинтересовалась живописью благодаря сестре Мари-Виктуар, бывшей старше её на 20 лет, и кузине Жанне-Элизабет Шоде. Известно, что она была ученицей Анн-Луи Жироде-Триозона и выставляла три свои работы на Парижском салоне 1799 года. Помимо этого она брала уроки живописи у Франсуа Жерара и Жака Луи Давида.
К работам Мари-Дениз Вильер, показанным на салоне 1799 года, принадлежит «Рисующая молодая женщина», который был отмечен призом в 1500 франков и рассматривался критиками того времени как автопортрет художницы. В 1801 году она представила на салоне своё полотно «Этюд молодой женщины, сидящей на окне», а в 1802 году «Ребёнок в колыбели, уносимый наводнением месяца нивоз X года», уменьшенная копия которого находится в музее-усадьбе Архангельское. Её последняя известная работа — «Портрет герцогини Англома» относится к 1814 году.
После её смерти, имя Мари-Дениз Вильер было забыто и только в XIX веке она была заново открыта. Её работы зачастую приписывались Триозону или Давиду. Её портрет «Young Woman Drawing» только в 1996 году был атрибутирован как принадлежащий кисти художницы.